# 1532 w polityce
Wydarzenia polityczne w 1532 roku.
- 16 listopada – hiszpański podbój Peru: bitwa pod Cajamarca - konkwistadorzy pokonali Inków i wzięli do niewoli inkę Atahuallpę[1].

## Zmarli
- Jan Tęczyński, dworzanin królewski[2].